# 칠소여복성
"칠소여복성"(Seven Brave Policewomen)은 대한민국, 홍콩에서 제작된 맥당웅 감독의 1988년 영화이다. 이은숙 등이 주연으로 출연하였고 서종호 등이 제작에 참여하였다.

## 출연

### 주연
- 이은숙
- 엽덕한

### 조연
- 김성미
- 조정현
- 김기종
- 임하정
- 박예숙
- 여정은
- 반선의
- 나패경

## 기타
- 원작자: 주동운
- 제작부장: 박태섭
- 조명: 장기종
- 스틸: 박승택
- 조감독: 문성우
- 녹음: 손인호
- 녹음: 한양녹음실